# Ле-Ульм
Ле-Ульм (фр. Le Houlme) — город на севере Франции, регион Нормандия, департамент Приморская Сена, округ Руан, кантон Нотр-Дам-де-Бондвиль. Расположен в 10 км к северо-западу от Руана. Через город протекает река Кайи, приток Сены. Входит в состав Метрополии Руан Нормандия. На севере коммуны находится железнодорожная станция Малоне–Ле-Ульм линии Париж-Гавр, от которой отходит линия на Дьеп.
Население (2018) — 4 033 человека.

## История
В период промышленной революции в Ле-Ульме стали появляться промышленные предприятия, прежде всего металлургической и текстильной отраслей. В 1824 году местные ткачи начали забастовку, которая была жестко подавлена. В последние десятилетия многие предприятия закрылись и были снесены, на их месте строятся новые жилые зоны.

## Достопримечательности
- Церковь Святого Мартина XIX века в неоготическом стиле

## Экономика
Структура занятости населения:
- сельское хозяйство — 0,0 %
- промышленность — 5,1 %
- строительство — 15,4 %
- торговля, транспорт и сфера услуг — 47,85 %
- государственные и муниципальные службы — 31,8 %

Уровень безработицы (2017) — 16,2 % (Франция в целом —  13,4 %, департамент Приморская Сена — 15,3 %). 

Среднегодовой доход на 1 человека, евро (2018) — 19 580 (Франция в целом — 21 730, департамент Приморская Сена — 21 140).

## Демография
Динамика численности населения, чел.

## Администрация
Пост мэра Ле-Ульма с 2001 года занимает коммунист Даниэль Гренье (Daniel Grenier). На муниципальных выборах 2020 года возглавляемый им левый список победил в 1-м туре, получив 67,51 % голосов.
| Период | Период | Фамилия        | Партия                  | Примечания                            |
| ------ | ------ | -------------- | ----------------------- | ------------------------------------- |
| 1977   | 2001   | Жильбер Гренье | Коммунистическая партия | член Генерального совета департамента |
| 2001   |        | Даниэль Гренье | Коммунистическая партия |                                       |